# レアダマ
レアダマ(Leerdammer)は、牛乳から作るオランダのセミハードチーズである。3ヵ月から12か月発酵させる。クリーミーな白色で、外見と風味はエメンタールに似ているが、より円熟した味である。甘く、いくらかナッツの風味があり、これは熟成が進むとさらに強くなる。また、内部には目立つ穴が開いている。過去の販売キャンペーンで、「味は穴の周りにある」というジョークが使われた。
このチーズは、Groupe Bel社によって独占的に生産されており、レアダマという名前はBel Leerdammer B.V.の登録商標である。
レアダマは、その名前の由来となった南ホラント州レールダムの自治体Schoonrewoerdで作られる。レールダムのスタイルのチーズは、マースダムチーズとして売られている。
このチーズは、1914年からSchoonrewoerdで小さな乳製品製造所を営むCees Boterkooperと、この村の近くでチーズ屋を営むBastiaan Baarsによって発展させられた。この2人は1970年に出会い、すぐに協力することを決めた。彼らは、ゴーダチーズやエダムチーズと競争できるチーズを開発し、1977年にレアダマが完成した。